# Evelyn De Morgan

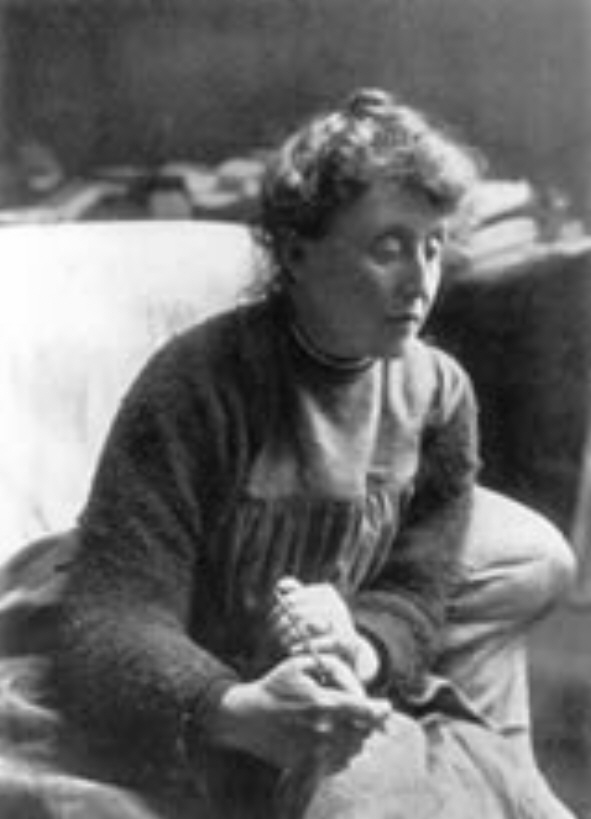
Evelyn De Morgan

Evelyn De Morgan (* 30. August 1855 in London als Evelyn Pickering; † 2. Mai 1919 ebenda) war eine englische Malerin aus dem Kreis der Präraffaeliten.

## Leben
Sie entstammte einem oberen Mittelklassehaushalt. Ihr Vater hieß Percival Pickering QC, ihre Mutter war Anna Maria Wilhelmina Spencer Stanhope, Schwester des Künstlers John Roddam Spencer Stanhope und Nachfahrin von Thomas Coke of Norfolk, der Earl of Leicester war. Evelyn de Morgan bekam Hausunterricht und nahm mit 15 erstmals Zeichenunterricht.
Ihr in Florenz lebender Onkel, John Roddam Spencer Stanhope, hatte großen Einfluss auf ihre Arbeit. Evelyn de Morgan besuchte ihn dort oft und die Auslandsreisen nach Italien erlaubten ihr, die Künstler der Renaissance zu studieren. Besonderes Interesse brachte sie den Arbeiten von Sandro Botticelli entgegen. Dies beeinflusste ihr Sujet vom klassischen hin zu ihrem eigenen Stil.
1887 heiratete sie den Keramiker William De Morgan. Sie lebten gemeinsam in London. Evelyn de Morgan verstarb zwei Jahre nach ihrem Mann am 2. Mai 1919 in London und wurde auf dem Friedhof von Brookwood (Surrey) beigesetzt.

## Werke
(Auswahl)
- Eos (1895)
- Undiscovered Country
- Tobias and the Angel
- Night & Sleep (1878) zum Bild
- Goddess of Blossoms & Flowers (1880) zum Bild
- Angel of Death (1881), zum Bild

Helena von Troja

- Hope in a Prison of Despair (1887) zum Bild
- The Storm Spirits (1900) zum Bild
- Queen Eleanor & Fair Rosamund (1905) zum Bild
- Port after Stormy Seas (1907)	zum Bild
- The worship of Mammon zum Bild
- Helen of Troy (1898) zum Bild
- The Love Potion (1903)	zum Bild
- Medea zum Bild
- Earthbound zum Bild
- Ariadne in Naxos zum Bild
- The Hour-Glass zum Bild
- The Prisoner (1907) zum Bild
- The Gilded Cage (1919) zum Bild
- Death of the Dragon (1914)
- The Red Cross (1916) zum Bild
- Love's Passing (1883–1884) zum Bild
- Deianera zum Bild

## Beispielhafte Abbildungen

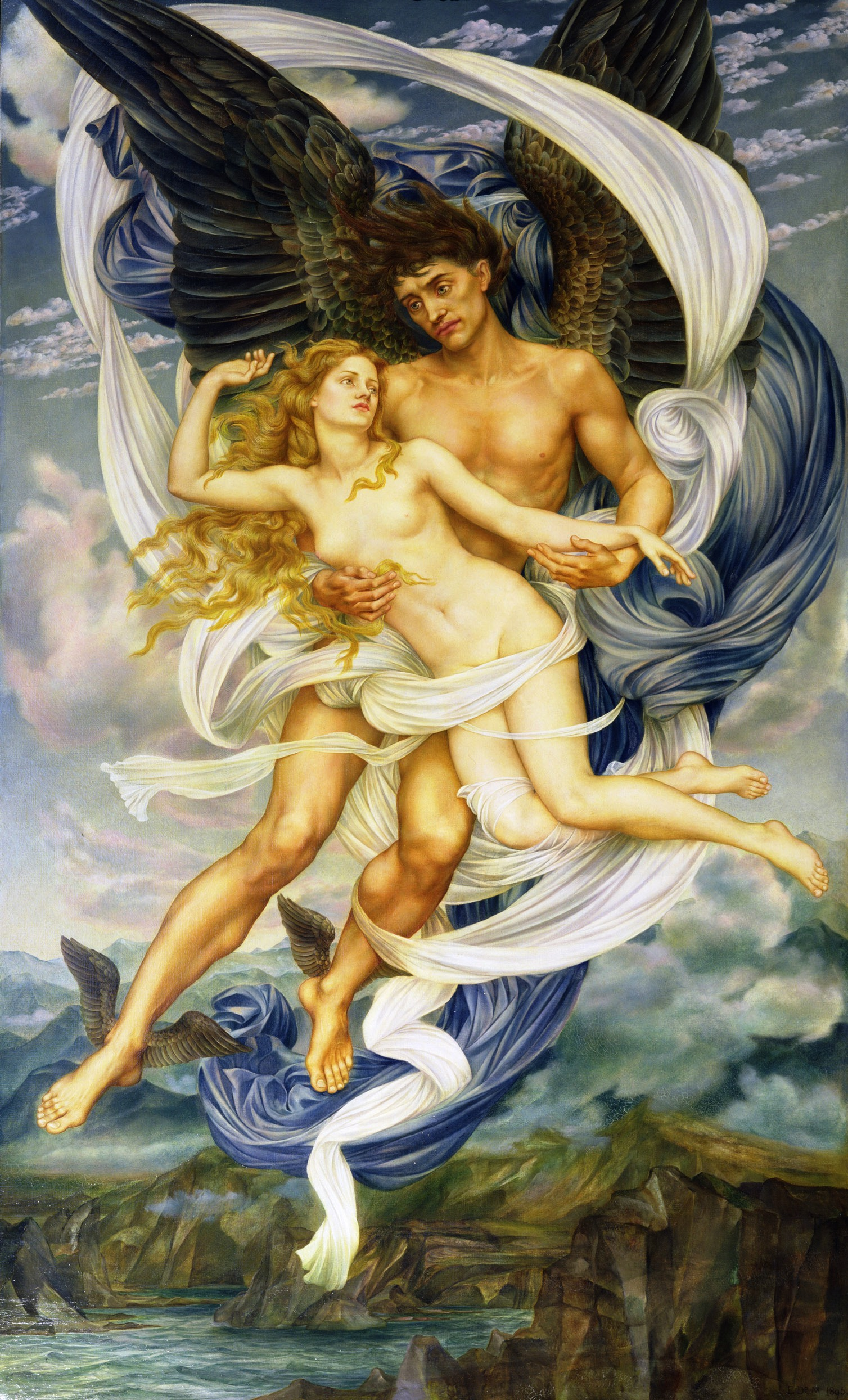
Boreas and Oreithyia
Flora
Helen of Troy
Cassandra
S.O.S.
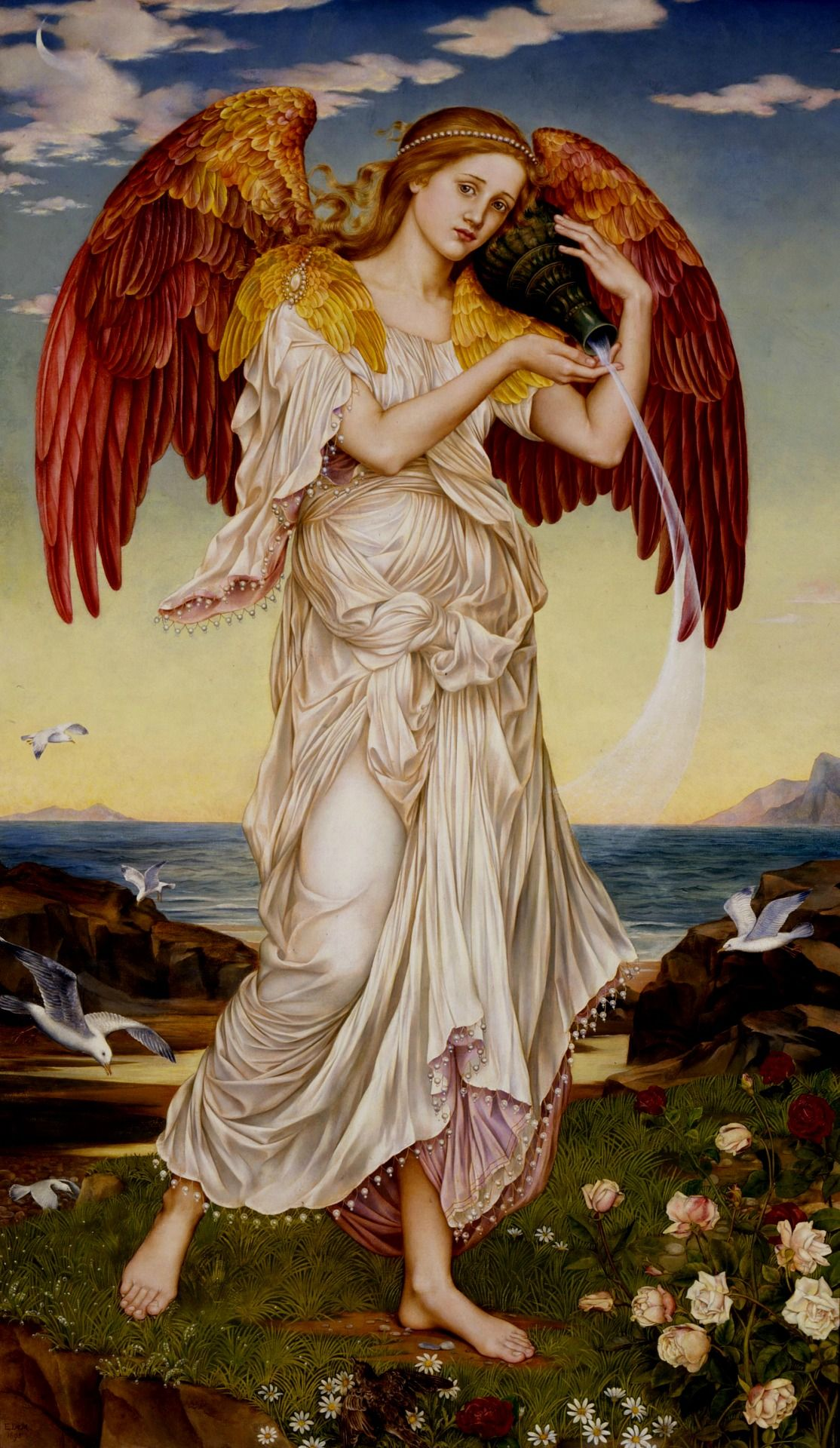
Eos
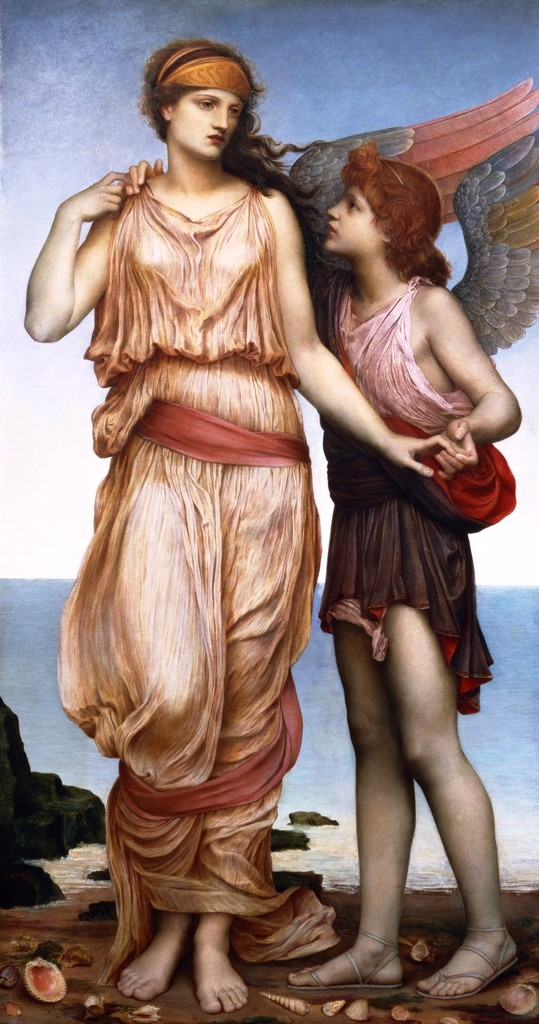
Venus y Cupido
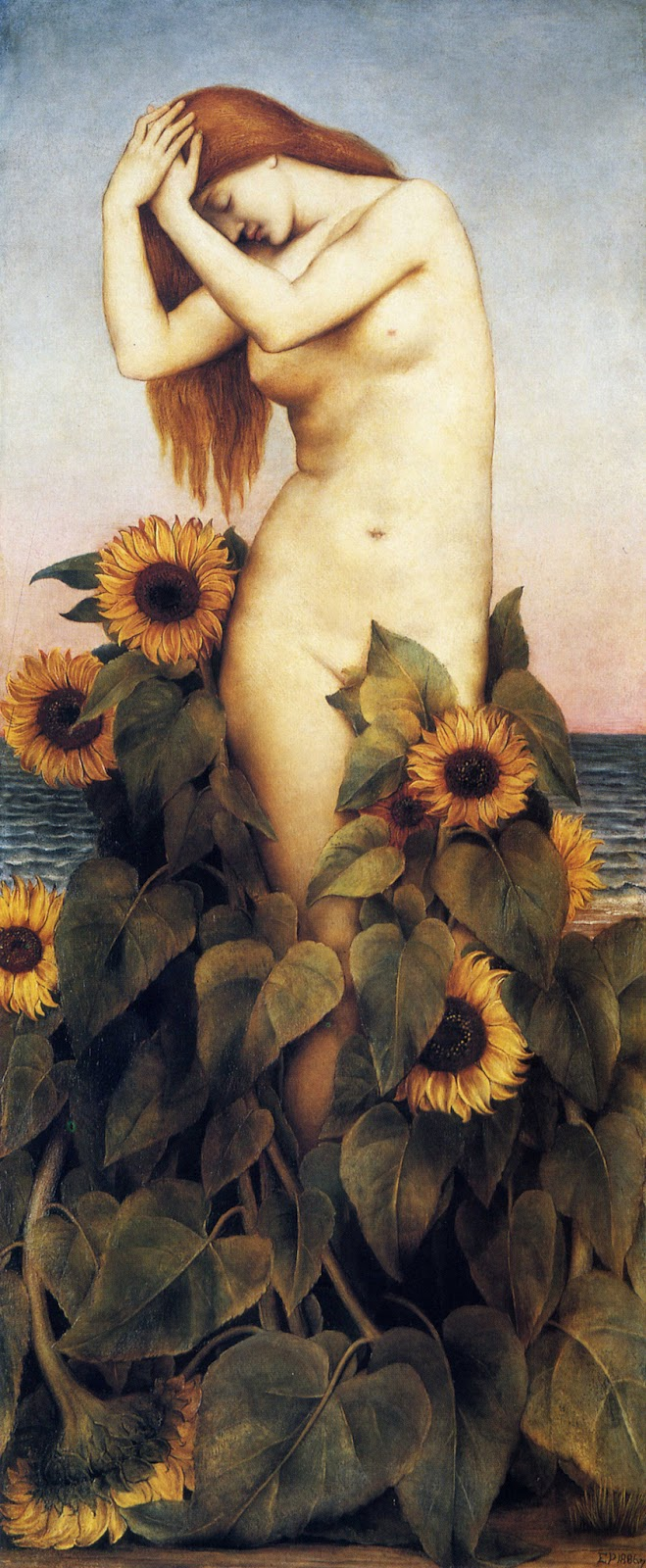
Clitia